# Rondó para piano y orquesta en re mayor (Mozart)
El Rondó para piano y orquesta en re mayor, K.  382, es un rondó de concierto de tres movimientos compuesto por Wolfgang Amadeus Mozart. Fue concebido por Mozart como movimiento final alternativo para su Concierto para piano n.º 5, una obra que compuso en diciembre de 1773, cuando tenía dieciocho años de edad.

## Orígenes
La obra fue compuesta a comienzos de 1782, por una serie de razones. En primer lugar, consideraba el uso de un movimiento en forma sonata como demasiado complejo en el contexto del movimiento, por lo que escribió este final alternativo en forma variaciones. Por otra parte, Mozart acababa de trasladarse de su ciudad natal, Salzburgo, a Viena, acontecimiento que se produjo en 1781, donde necesitaba labrarse una reputación y conseguir los subsecuentes ingresos seguros, lo que consiguió a través de las obras que compuso, de las clases que dio y de sus actuaciones en conciertos. Dado que no tenía muchos conciertos para piano a su nombre, este era un terreno que Mozart debió trabajar más. Su Concierto para piano n.º 5 había tenido mucho éxito en Mannheim, ciudad que visitó en su viaje de 1777 a París. Así, Mozart revisó la obra para hacerla más adecuada al público vienés, de cara al importante concierto de cuaresma del 3 de marzo de 1782. Esto le condujo a escribir el Rondó en re mayor en los meses previos al concierto, en el que fue interpretado por primera vez. El rondó era una alternativa más melodiosa que su predecesor y llegó a ser muy popular entre el público; en efecto, en el concierto fue interpretado como bis.

## Instrumentación
Como se trata en efecto de un final alternativo del Concierto para piano n.º 5, la instrumentación del rondó es muy similar. Además de para el piano solo, el concierto fue escrito para dos oboes, dos trompetas, dos trompas, timbales y cuerdas. El rondó usa esta misma plantilla, aunque añade una flauta.

## Análisis
El Rondó en re mayor no es en absoluto un rondó, desde un punto de vista formal, sino una serie de variaciones. Está marcado como Allegretto grazioso y presenta dos cambios de tempo: Adagio y Allegro, respectivamente, antes de regresar a la indicación inicial poco antes del final. Su interpretación suele durar diez minutos aproximadamente, por lo que es mucho más largo que el movimiento que reemplaza, cuya interpretación suele llevar unos cinco minutos.